# Seznam dílů seriálu Červený trpaslík
Toto je seznam dílů seriálu Červený trpaslík. Britský sci-fi sitcom Červený trpaslík je vysílán od roku 1988. Prvních šest řad, každá se šesti epizodami, vzniklo mezi lety 1988 a 1993. Po přestávce byly v letech 1997 a 1999 natočeny další dvě osmidílné série. Trojdílná minisérie Zpátky na Zemi, později označená jako devátá řada, byla poprvé odvysílána v roce 2009. Premiéra desáté série se šesti díly proběhla ve Velké Británii v roce 2012. Další dvě řady, rovněž šestidílné, byly vysílány v letech 2016 a 2017 a roku 2020 se dočkal premiéry celovečerní speciál. Dosud bylo odvysíláno 74 dílů seriálu.
V Česku byl seriál vysílán poprvé v letech 1999 a 2000 v České televizi (prvních osm řad s 52 epizodami). Minisérie Zpátky na Zemi se v programu téže televize objevila v roce 2010, desátá řada měla českou premiéru v roce 2013, jedenáctá a dvanáctá v letech 2018 a 2019. Speciál Země zaslíbená byl premiérově odvysílán na stanici Paramount Network z roce 2022.

## Přehled řad
| Řada    | Díly | Premiéra ve VB     | Premiéra ve VB     | Premiéra v ČR      | Premiéra v ČR     | Stanice ve VB |
| Řada    | Díly | První díl          | Poslední díl       | První díl          | Poslední díl      | Stanice ve VB |
| ------- | ---- | ------------------ | ------------------ | ------------------ | ----------------- | ------------- |
| 1       | 6    | 15. února 1988     | 21. března 1988    | 8. ledna 1999      | 5. března 1999    | BBC2          |
| 2       | 6    | 6. září 1988       | 11. října 1988     | 12. března 1999    | 23. dubna 1999    | BBC2          |
| 3       | 6    | 14. listopadu 1989 | 19. prosince 1989  | 30. dubna 1999     | 4. června 1999    | BBC2          |
| 4       | 6    | 14. února 1991     | 21. března 1991    | 11. června 1999    | 16. července 1999 | BBC2          |
| 5       | 6    | 20. února 1992     | 26. března 1992    | 23. července 1999  | 3. září 1999      | BBC2          |
| 6       | 6    | 7. října 1993      | 11. listopadu 1993 | 10. září 1999      | 15. října 1999    | BBC2          |
| 7       | 8    | 17. ledna 1997     | 7. března 1997     | 22. října 1999     | 10. prosince 1999 | BBC2          |
| 8       | 8    | 18. února 1999     | 5. dubna 1999      | 17. prosince 1999  | 25. února 2000    | BBC2          |
| 9       | 3    | 10. dubna 2009     | 12. dubna 2009     | 29. listopadu 2010 | 13. prosince 2010 | Dave          |
| 10      | 6    | 4. října 2012      | 8. listopadu 2012  | 20. listopadu 2013 | 18. prosince 2013 | Dave          |
| 11      | 6    | 22. září 2016      | 27. října 2016     | 23. listopadu 2018 | 7. prosince 2018  | Dave          |
| 12      | 6    | 12. října 2017     | 16. listopadu 2017 | 15. května 2019    | 29. května 2019   | Dave          |
| speciál | 1    | 9. dubna 2020      | 9. dubna 2020      | 24. dubna 2022     | 24. dubna 2022    | Dave          |

## Seznam dílů

### První řada (1988)
| Č. v seriálu | Č. v řadě | Původní název           | Český název          | Režie  | Scénář                  | Premiéra ve VB  | Premiéra v ČR  |
| ------------ | --------- | ----------------------- | -------------------- | ------ | ----------------------- | --------------- | -------------- |
| 1            | 1         | The End                 | Konec                | Ed Bye | Rob Grant a Doug Naylor | 15. února 1988  | 8. ledna 1999  |
| 2            | 2         | Future Echoes           | Ozvěny budoucnosti   | Ed Bye | Rob Grant a Doug Naylor | 22. února 1988  | 15. ledna 1999 |
| 3            | 3         | Balance of Power        | Rovnováha sil        | Ed Bye | Rob Grant a Doug Naylor | 29. února 1988  | 22. ledna 1999 |
| 4            | 4         | Waiting for God         | Čekání na Boha       | Ed Bye | Rob Grant a Doug Naylor | 7. března 1988  | 5. února 1999  |
| 5            | 5         | Confidence and Paranoia | Sebevědomí a Mindrák | Ed Bye | Rob Grant a Doug Naylor | 14. března 1988 | 19. února 1999 |
| 6            | 6         | Me²                     | Já na druhou         | Ed Bye | Rob Grant a Doug Naylor | 21. března 1988 | 5. března 1999 |

### Druhá řada (1988)
| Č. v seriálu | Č. v řadě | Původní název         | Český název          | Režie  | Scénář                  | Premiéra ve VB | Premiéra v ČR   |
| ------------ | --------- | --------------------- | -------------------- | ------ | ----------------------- | -------------- | --------------- |
| 7            | 1         | Kryten                | Kryton               | Ed Bye | Rob Grant a Doug Naylor | 6. září 1988   | 12. března 1999 |
| 8            | 2         | Better Than Life      | Lepší než život      | Ed Bye | Rob Grant a Doug Naylor | 13. září 1988  | 19. března 1999 |
| 9            | 3         | Thanks for the Memory | Díky za tu vzpomínku | Ed Bye | Rob Grant a Doug Naylor | 20. září 1988  | 2. dubna 1999   |
| 10           | 4         | Stasis Leak           | Škvíra ve stázi      | Ed Bye | Rob Grant a Doug Naylor | 27. září 1988  | 9. dubna 1999   |
| 11           | 5         | Queeg                 | Queeg                | Ed Bye | Rob Grant a Doug Naylor | 4. října 1988  | 16. dubna 1999  |
| 12           | 6         | Parallel Universe     | Paralelní vesmír     | Ed Bye | Rob Grant a Doug Naylor | 11. října 1988 | 23. dubna 1999  |

### Třetí řada (1989)
| Č. v seriálu | Č. v řadě | Původní název | Český název    | Režie  | Scénář                  | Premiéra ve VB     | Premiéra v ČR   |
| ------------ | --------- | ------------- | -------------- | ------ | ----------------------- | ------------------ | --------------- |
| 13           | 1         | Backwards     | Pozpátku       | Ed Bye | Rob Grant a Doug Naylor | 14. listopadu 1989 | 30. dubna 1999  |
| 14           | 2         | Marooned      | Trosečníci     | Ed Bye | Rob Grant a Doug Naylor | 21. listopadu 1989 | 7. května 1999  |
| 15           | 3         | Polymorph     | Polymorf       | Ed Bye | Rob Grant a Doug Naylor | 28. listopadu 1989 | 14. května 1999 |
| 16           | 4         | Bodyswap      | Výměna těl     | Ed Bye | Rob Grant a Doug Naylor | 5. prosince 1989   | 21. května 1999 |
| 17           | 5         | Timeslides    | Fotostroj času | Ed Bye | Rob Grant a Doug Naylor | 12. prosince 1989  | 28. května 1999 |
| 18           | 6         | The Last Day  | Poslední den   | Ed Bye | Rob Grant a Doug Naylor | 19. prosince 1989  | 4. června 1999  |

### Čtvrtá řada (1991)
| Č. v seriálu | Č. v řadě | Původní název  | Český název  | Režie                 | Scénář                  | Premiéra ve VB  | Premiéra v ČR     |
| ------------ | --------- | -------------- | ------------ | --------------------- | ----------------------- | --------------- | ----------------- |
| 19           | 1         | Camille        | Kamila       | Ed Bye                | Rob Grant a Doug Naylor | 14. února 1991  | 11. června 1999   |
| 20           | 2         | DNA            | D.N.A.       | Ed Bye                | Rob Grant a Doug Naylor | 21. února 1991  | 18. června 1999   |
| 21           | 3         | Justice        | Spravedlnost | Ed Bye                | Rob Grant a Doug Naylor | 28. února 1991  | 25. června 1999   |
| 22           | 4         | White Hole     | Bílá díra    | Ed Bye a Paul Jackson | Rob Grant a Doug Naylor | 7. března 1991  | 2. července 1999  |
| 23           | 5         | Dimension Jump | Jiná dimenze | Ed Bye                | Rob Grant a Doug Naylor | 14. března 1991 | 9. července 1999  |
| 24           | 6         | Meltdown       | Roztavení    | Ed Bye                | Rob Grant a Doug Naylor | 21. března 1991 | 16. července 1999 |

### Pátá řada (1992)
| Č. v seriálu | Č. v řadě | Původní název     | Český název       | Režie                               | Scénář                  | Premiéra ve VB  | Premiéra v ČR     |
| ------------ | --------- | ----------------- | ----------------- | ----------------------------------- | ----------------------- | --------------- | ----------------- |
| 25           | 1         | Holoship          | Hololoď           | Juliet May                          | Rob Grant a Doug Naylor | 20. února 1992  | 23. července 1999 |
| 26           | 2         | The Inquisitor    | Inkvizitor        | Juliet May, Rob Grant a Doug Naylor | Rob Grant a Doug Naylor | 27. února 1992  | 30. července 1999 |
| 27           | 3         | Terrorform        | Psychoteror       | Juliet May                          | Rob Grant a Doug Naylor | 5. března 1992  | 6. srpna 1999     |
| 28           | 4         | Quarantine        | Karanténa         | Rob Grant a Doug Naylor             | Rob Grant a Doug Naylor | 12. března 1992 | 13. srpna 1999    |
| 29           | 5         | Demons and Angels | Démoni a andělé   | Juliet May, Rob Grant a Doug Naylor | Rob Grant a Doug Naylor | 19. března 1992 | 20. srpna 1999    |
| 30           | 6         | Back to Reality   | Návrat do reality | Juliet May, Rob Grant a Doug Naylor | Rob Grant a Doug Naylor | 26. března 1992 | 3. září 1999      |

### Šestá řada (1993)
| Č. v seriálu | Č. v řadě | Původní název            | Český název             | Režie          | Scénář                  | Premiéra ve VB     | Premiéra v ČR  |
| ------------ | --------- | ------------------------ | ----------------------- | -------------- | ----------------------- | ------------------ | -------------- |
| 31           | 1         | Psirens                  | Psirény                 | Andy de Emmony | Rob Grant a Doug Naylor | 7. října 1993      | 10. září 1999  |
| 32           | 2         | Legion                   | Legie                   | Andy de Emmony | Rob Grant a Doug Naylor | 14. října 1993     | 17. září 1999  |
| 33           | 3         | Gunmen of the Apocalypse | Pistolníci z Apokalypsy | Andy de Emmony | Rob Grant a Doug Naylor | 21. října 1993     | 24. září 1999  |
| 34           | 4         | Emohawk: Polymorph II    | Polymorf II - Emocuc    | Andy de Emmony | Rob Grant a Doug Naylor | 28. října 1993     | 1. října 1999  |
| 35           | 5         | Rimmerworld              | Rimmerosvět             | Andy de Emmony | Rob Grant a Doug Naylor | 4. listopadu 1993  | 8. října 1999  |
| 36           | 6         | Out of Time              | Mimo realitu            | Andy de Emmony | Rob Grant a Doug Naylor | 11. listopadu 1993 | 15. října 1999 |

### Sedmá řada (1997)
| Č. v seriálu | Č. v řadě | Původní název      | Český název           | Režie  | Scénář                                      | Premiéra ve VB | Premiéra v ČR      |
| ------------ | --------- | ------------------ | --------------------- | ------ | ------------------------------------------- | -------------- | ------------------ |
| 37           | 1         | Tikka to Ride      | Pekelně ostrý výlet   | Ed Bye | Doug Naylor                                 | 17. ledna 1997 | 22. října 1999     |
| 38           | 2         | Stoke Me a Clipper | Nachystejte květináče | Ed Bye | Doug Naylor a Paul Alexander                | 24. ledna 1997 | 29. října 1999     |
| 39           | 3         | Ouroboros          | Uroboros              | Ed Bye | Doug Naylor                                 | 31. ledna 1997 | 5. listopadu 1999  |
| 40           | 4         | Duct Soup          | Zkouška kanálem       | Ed Bye | Doug Naylor                                 | 7. února 1997  | 12. listopadu 1999 |
| 41           | 5         | Blue               | Stesk                 | Ed Bye | Doug Naylor a Kim Fuller                    | 14. února 1997 | 19. listopadu 1999 |
| 42           | 6         | Beyond a Joke      | Žádná legrace         | Ed Bye | Doug Naylor a Robert Llewellyn              | 21. února 1997 | 26. listopadu 1999 |
| 43           | 7         | Epideme            | Epidém                | Ed Bye | Doug Naylor a Paul Alexander                | 28. února 1997 | 3. prosince 1999   |
| 44           | 8         | Nanarchy           | Nanarchie             | Ed Bye | Doug Naylor, Paul Alexander a James Hendrie | 7. března 1997 | 10. prosince 1999  |

### Osmá řada (1999)
| Č. v seriálu | Č. v řadě | Původní název            | Český název                 | Režie  | Scénář                       | Premiéra ve VB  | Premiéra v ČR     |
| ------------ | --------- | ------------------------ | --------------------------- | ------ | ---------------------------- | --------------- | ----------------- |
| 45           | 1         | Back in the Red (Part 1) | Zpátky v Červeném (1. část) | Ed Bye | Doug Naylor                  | 18. února 1999  | 17. prosince 1999 |
| 46           | 2         | Back in the Red (Part 2) | Zpátky v Červeném (2. část) | Ed Bye | Doug Naylor                  | 25. února 1999  | 7. ledna 2000     |
| 47           | 3         | Back in the Red (Part 3) | Zpátky v Červeném (3. část) | Ed Bye | Doug Naylor                  | 4. března 1999  | 14. ledna 2000    |
| 48           | 4         | Cassandra                | Kassandra                   | Ed Bye | Doug Naylor                  | 11. března 1999 | 21. ledna 2000    |
| 49           | 5         | Krytie TV                | Televize Kryton             | Ed Bye | Doug Naylor a Paul Alexander | 18. března 1999 | 28. ledna 2000    |
| 50           | 6         | Pete (Part 1)            | Pete (1. část)              | Ed Bye | Doug Naylor                  | 25. března 1999 | 4. února 2000     |
| 51           | 7         | Pete (Part 2)            | Pete (2. část)              | Ed Bye | Doug Naylor a Paul Alexander | 1. dubna 1999   | 18. února 2000    |
| 52           | 8         | Only the Good...         | Jenom sympaťáci...          | Ed Bye | Doug Naylor                  | 5. dubna 1999   | 25. února 2000    |

### Devátá řada:Zpátky na Zemi(2009)
| Č. v seriálu | Č. v řadě | Původní název          | Český název              | Režie       | Scénář      | Premiéra ve VB | Premiéra v ČR      |
| ------------ | --------- | ---------------------- | ------------------------ | ----------- | ----------- | -------------- | ------------------ |
| 53           | 1         | Back to Earth (Part 1) | Zpátky na Zemi (1. část) | Doug Naylor | Doug Naylor | 10. dubna 2009 | 29. listopadu 2010 |
| 54           | 2         | Back to Earth (Part 2) | Zpátky na Zemi (2. část) | Doug Naylor | Doug Naylor | 11. dubna 2009 | 6. prosince 2010   |
| 55           | 3         | Back to Earth (Part 3) | Zpátky na Zemi (3. část) | Doug Naylor | Doug Naylor | 12. dubna 2009 | 13. prosince 2010  |

### Desátá řada (2012)
| Č. v seriálu | Č. v řadě | Původní název    | Český název     | Režie       | Scénář      | Premiéra ve VB    | Premiéra v ČR      |
| ------------ | --------- | ---------------- | --------------- | ----------- | ----------- | ----------------- | ------------------ |
| 56           | 1         | Trojan           | Trojan          | Doug Naylor | Doug Naylor | 4. října 2012     | 20. listopadu 2013 |
| 57           | 2         | Fathers and Suns | Otcové a synové | Doug Naylor | Doug Naylor | 11. října 2012    | 27. listopadu 2013 |
| 58           | 3         | Lemons           | Citróny         | Doug Naylor | Doug Naylor | 18. října 2012    | 4. prosince 2013   |
| 59           | 4         | Entangled        | Zapletení       | Doug Naylor | Doug Naylor | 25. října 2012    | 11. prosince 2013  |
| 60           | 5         | Dear Dave        | Milý Dave       | Doug Naylor | Doug Naylor | 1. listopadu 2012 | 18. prosince 2013  |
| 61           | 6         | The Beginning    | Začátek         | Doug Naylor | Doug Naylor | 8. listopadu 2012 | 18. prosince 2013  |

### Jedenáctá řada (2016)
| Č. v seriálu | Č. v řadě | Původní název  | Český název      | Režie       | Scénář      | Premiéra ve VB | Premiéra v ČR      |
| ------------ | --------- | -------------- | ---------------- | ----------- | ----------- | -------------- | ------------------ |
| 62           | 1         | Twentica       | Zlatý dvacátý    | Doug Naylor | Doug Naylor | 22. září 2016  | 23. listopadu 2018 |
| 63           | 2         | Samsara        | Samsára          | Doug Naylor | Doug Naylor | 29. září 2016  | 23. listopadu 2018 |
| 64           | 3         | Give and Take  | Dávat a brát     | Doug Naylor | Doug Naylor | 6. října 2016  | 30. listopadu 2018 |
| 65           | 4         | Officer Rimmer | Důstojník Rimmer | Doug Naylor | Doug Naylor | 13. října 2016 | 30. listopadu 2018 |
| 66           | 5         | Krysis         | Kryze            | Doug Naylor | Doug Naylor | 20. října 2016 | 7. prosince 2018   |
| 67           | 6         | Can of Worms   | Džin z lahve     | Doug Naylor | Doug Naylor | 27. října 2016 | 7. prosince 2018   |

### Dvanáctá řada (2017)
| Č. v seriálu | Č. v řadě | Původní název | Český název | Režie       | Scénář      | Premiéra ve VB     | Premiéra v ČR   |
| ------------ | --------- | ------------- | ----------- | ----------- | ----------- | ------------------ | --------------- |
| 68           | 1         | Cured         | Vyléčení    | Doug Naylor | Doug Naylor | 12. října 2017     | 15. května 2019 |
| 69           | 2         | Siliconia     | Silikonie   | Doug Naylor | Doug Naylor | 19. října 2017     | 15. května 2019 |
| 70           | 3         | Timewave      | Časová vlna | Doug Naylor | Doug Naylor | 26. října 2017     | 22. května 2019 |
| 71           | 4         | Mechocracy    | Robokracie  | Doug Naylor | Doug Naylor | 2. listopadu 2017  | 22. května 2019 |
| 72           | 5         | M-Corp        | M-Corp      | Doug Naylor | Doug Naylor | 9. listopadu 2017  | 29. května 2019 |
| 73           | 6         | Skipper       | Skokan      | Doug Naylor | Doug Naylor | 16. listopadu 2017 | 29. května 2019 |

### Země zaslíbená(2020)
| Č. v seriálu | Původní název                | Český název                      | Režie       | Scénář      | Premiéra ve VB | Premiéra v ČR  |
| ------------ | ---------------------------- | -------------------------------- | ----------- | ----------- | -------------- | -------------- |
| 74           | Red Dwarf: The Promised Land | Červený trpaslík: Země zaslíbená | Doug Naylor | Doug Naylor | 9. dubna 2020  | 24. dubna 2022 |

Dosud bylo odvysíláno 74 dílů seriálu.